# Yuria pulcra
Genre
Espèce
Yuria pulcra, unique représentant du genre Yuria, est une espèce d'opilions laniatores à l'appartenance familiale incertaine.

## Distribution
Cette espèce est endémique du Japon.

## Liste des sous-espèces
Selon World Catalogue of Opiliones (20/05/2021) :
- Yuria pulcra briggsi Suzuki, 1975
- Yuria pulcra pulcra Suzuki, 1964

## Publications originales
- Suzuki, 1964 : « A remarkable new genus of Travuniidae (Phalangida) from Japan. » Annotationes Zoologicae Japonenses, vol. 37, p. 168–173.
- Suzuki, 1975 : « The harvestmen of family Travuniidae from Japan (Travunoidea, Opiliones, Arachnida). » Journal of Science of the Hiroshima University, vol. 26, no 1, p. 53-63.